# Ringbrynje
En ringbrynje er en rustning, der har været benyttet i store dele af Europa i over 1000 år. Rustningen består af tusindvis af metalringe, der er sat sammen, så hver ring sidder sammen med 4-6 andre ringe. Dette giver en stærk konstruktion, der kan modstå hug og stik, samtidigt med at det giver stor bevægelsesfrihed. Ringbrynjer er kendt fra jernalderen, vikingetiden og middelalderen.
De måske ældste danske eksemplarer stammer fra Hjortspring-fundet, hvor våbenudstyr fra en slagen styrke, deriblandt flere ringbrynjer og en båd, blev ofret i en mose omkring 350 f.Kr.
En komplet ringbrynje kan indeholde 20-30.000 enkeltringe, og vejer typisk 12-25 kg. Romerske brynjer var korte, men havde en krave rundt ved og op over skulderen, der virkede som ekstra beskyttelse mod slag og stik. Vikingetidens brynjer var ofte koftelange, og ærmerne gik til albuen. I middelalderen blev ærmerne længere, og man lavede hætte og "bukser" i ringbrynje.
Man gik også over til at "fylde huller ud" i pladerustninger med ringbrynje. Dvs. man havde solide metalplader på større stykker af kroppen, f.eks. skinnebenet, maven, over- og underarmen, men i led såsom knæhaserne, albuerne og under armene kunne man have et stykke ringbrynje. Dette gav større beskyttelse, mens man stadig havde en vis bevægelighed.
De fleste brynjer var også nittede eller endda dobbeltnittede. Når ringende bliver nittet, øges brynjes holdbarhed betydeligt (åbne ringe yder ingen værdifuld modstand mod stik og snit). Dette er dog meget dyrt, da det skal gøres ufatteligt mange gange. Derfor var det kun de mere velhavende, der havde råd til at få lavet en nittet ringbrynje 
Ringbrynjen beskytter mod skærende eller stikkende våben. Den sørger for, at man ikke får åbne sår, men absorberer ikke slaget så meget, at man ikke kan få indre læsioner. Bliver man hugget i en arm, der er dækket af ringbrynje, med et sværd, vil man ikke få hugget armen af, men man vil temmelig sikkert pådrage sig en fraktur. Af samme grund blev der oftest båret en vams eller en slagkofte under brynjen til at absorbere slagene yderligere. En vams er to eller flere stykker stof, hvor der er fyldt ud med nogen blødt imellem. Slagkoften består af mange lag stof (gerne over 12), der er syet sammen: Begge har den egenskab, at de er tykke og bløde, og derfor kan de absorbere slag og stød. Disse to egenskaber lagt sammen resulterede i yderst effektiv rustning der ville være det hele værd, hvis du havde muligheden for at anskaffe det.
Da en ringbrynje bliver lavet af jernringe, kan den hurtigt ruste. Dette har man i forhistorisk og i historisk tid modvirket ved at dyppe brynjen i kogende olie, og ellers forebygge det ved at lade ringene polere hinanden under brug.